# Elizabeth Guindi
Elizabeth Guindi (Ciudad de México; 9 de enero de 1961) es una destacada actriz mexicana de cine teatro y televisión conocida por sus participaciones en películas, series y telenovelas entre las que destacan Todo por amor, Yo no creo en los hombres, Despertar contigo entre otras.

## Biografía
Inició su carrera en 1999 realizando una participación en Message in a Bottle cinta protagonizada por Kevin Costner.
En televisión ha realizado destacadas participaciones en series y telenovelas para diferentes cadenas de televisión entre las que destacan: Daniela, Corona de lágrimas, Yo no creo en los hombres, Despertar contigo entre muchas otras.
En 2018 se integra al elenco de la serie La Casa de las Flores donde dio vida a Angélica a lado de Verónica Castro, Cecilia Suárez, Aislinn Derbez, Darío Yazbek y muchos más.
En 2019 realiza una participación estelar en la telenovela Doña Flor y sus dos maridos.

## Filmografía

### Telenovelas
| Año       | Título                       | Personaje                 |
| --------- | ---------------------------- | ------------------------- |
| 2000-2001 | Todo por amor                | Amalia                    |
| 2000-2001 | El amor no es como lo pintan | Martha de Rico            |
| 2002      | Daniela                      | Regina Abascal de Lavalle |
| 2008      | Las tontas no van al cielo   |                           |
| 2009-2010 | Atrévete a soñar             | Susana Jiménez            |
| 2012-2013 | Corona de lágrimas           | Aurora Cervantes          |
| 2013      | Porque el amor manda         | Valeria                   |
| 2014-2015 | Yo no creo en los hombres    | Susana Duval              |
| 2016      | Yago                         |                           |
| 2016-2017 | Despertar contigo            | Zulema                    |
| 2019      | Doña Flor y sus dos maridos  | Tere                      |
| 2021      | Vencer el desamor            | Giselle de Collado        |
| 2023      | Eternamente amándonos        | Beatriz                   |

### Series
| Año       | Título                             | Personaje         |
| --------- | ---------------------------------- | ----------------- |
| 2005      | Cosecha del 81                     | Leonor            |
| 2007      | S.O.S.: Sexo y otros secretos      | Psicóloga         |
| 2008      | Mujeres asesinas                   | Ofelia Ocampo     |
| 2008      | Terminales                         | Sara Díaz         |
| 2010      | Bienes raíces                      | Pamela            |
| 2011      | Soy tu fan                         | Amparo            |
| 2008-2012 | La rosa de Guadalupe               | Varios personajes |
| 2013      | Sr. Ávila                          | Laura             |
| 2017      | Las 13 esposas de Wilson Fernández | Mamá Emilia       |
| 2011-2018 | Como dice el dicho                 | Varios personajes |
| 2018      | La Casa de las Flores              | Angélica          |
| 2017-2019 | Club de Cuervos                    | Doctora Kathy     |
| 2019      | Silvia Pinal, frente a ti          | Clienta           |
| 2021      | Luis Miguel: la serie              | Carmen Robles     |

### Cine
| Año  | Título                   | Personaje            | Director                  |
| ---- | ------------------------ | -------------------- | ------------------------- |
| 1999 | Message in a Bottle      | Christine            | Luis Mandoki              |
| 2003 | La hija del caníbal      | Señorita Caja fuerte | Antonio Serrano Argüelles |
| 2003 | El misterio del Trinidad | Judy                 | José Luis García Agraz    |
| 2003 | Juego de manos           |                      | Alejandro Andrade Pease   |
| 2007 | El viaje de la Nonna     |                      | Sebastián Silva           |
| 2012 | La mala luz              | Sofía                | Tony Wakefield            |
| 2014 | Tiempos felices          | Señora Villalobos    | Luis Javier M. Henaine    |
| 2017 | Hazlo como hombre        | Martha               | Nicolás López             |
| 2017 | Cuernavaca               | Maru                 | Alejandro Andrade Pease   |
| 2018 | Dos veces tú             | Linda                | Salomón Askenazi          |
| 2019 | Tod@s Caen               | Carla Valle          | Ariel Winograd            |
| 2020 | En las rocas             | Carla                | Sofia Coppola             |
| 2023 | Me vuelves loca          | Marta                | Boris Quercia             |